# UEFA Super Cup 2016
UEFA Super Cup 2015 er den 41. udgave af UEFA Super Cup. Kampen vil blive spillet imellem vinderne af UEFA Champions League 2015-16, Real Madrid, og vinderne af UEFA Europa League 2015-16, Sevilla FC, på Lerkendal Stadion i Norge den 9. august 2016.

## Stadion
Lerkendal Stadion blev udnævnt som vært den 18. september 2014. Det er første gang, at Super Cuppen vil blive spillet i Skandinavien.